# Dores do Indaiá
Dores do Indaiá es un municipio brasileño del estado de Minas Gerais. Su población estimada en 2004 era de 14.645 habitantes.